# Keys to Ascension
Keys to Ascension è il 15º album in studio del gruppo progressive britannico Yes; parte dei brani vennero registrati dal vivo durante alcuni concerti.

## Storia
Questo lavoro vide nuovamente riuniti, per la prima volta dopo Tormato (1978), i membri della formazione classica del gruppo: Jon Anderson, Chris Squire, Steve Howe, Rick Wakeman e Alan White.

## Brani
I primi sette brani sono registrazioni dal vivo tratte da tre concerti tenuti dagli Yes al Fremont Theater di San Luis Obispo in California nel marzo del 1996. Questi concerti, registrati in condizioni controllate da un punto di vista tecnico (come quelle di uno studio di registrazione) furono anche filmati e pubblicati in un video con lo stesso titolo.
Le ultime due tracce sono registrazioni in studio di nuove composizioni incise fra l'autunno del 1995 e i primi mesi del 1996.
Molti dei brani registrati a San Luis Obispo sono classici di cui Keys contiene le prime versioni live apparse nella discografia ufficiale degli Yes: è il caso di The Revealing Science of God (l'epica suite che apre Tales from Topographic Oceans del 1973), America (il brano di Paul Simon apparso nella versione originale estesa in studio su Yesterdays e, nel formato singolo, nel cofanetto Yesyears), Onward (da Tormato del 1978) e Awaken (da Going for the One, 1976). I brani in studio sono mixati da Billy Sherwood, in seguito membro ufficiale degli Yes. Fra di essi, That, That Is fu salutato dai fan degli Yes come un "nuovo classico" degli anni '90 con la line-up storica.
A questo album fece seguito l'anno dopo una collezione analoga di brani live e inediti, Keys to Ascension 2.

## Tracce

### Disco 1
1. Siberian Khatru (Jon Anderson/Steve Howe/Rick Wakeman) - 10:16
2. The Revealing Science Of God (Jon Anderson/Chris Squire/Steve Howe/Rick Wakeman/Alan White) - 20:31
3. America (Paul Simon) - 10:28
4. Onward (Steve Howe/Chris Squire) - 5:40
  - con una nuova introduzione di Steve Howe dal titolo Unity
5. Awaken (Jon Anderson/Steve Howe) - 18:29

### Disco 2
1. Roundabout (Jon Anderson/Steve Howe) - 8:30
2. Starship Trooper (Jon Anderson/Chris Squire/Steve Howe) - 13:06
3. Be The One (Jon Anderson/Chris Squire/Steve Howe) - 9:49
4. That, That Is (Jon Anderson/Chris Squire/Steve Howe/Alan White) - 19:15

Keys to Ascension (Essential EDF CD 417) raggiunse la posizione #48 in Inghilterra e #99 negli Stati Uniti.

## Formazione
- Jon Anderson - voce
- Chris Squire - basso, voci
- Steve Howe - chitarra, voci
- Rick Wakeman - tastiere
- Alan White - batteria